# Horst-Peter Götting
Horst-Peter Götting (* 1954) ist ein deutscher Rechtswissenschaftler mit den Forschungsschwerpunkten Urheber-, Patent-, Marken-, Persönlichkeits- sowie Wettbewerbs- und Kartellrecht.

## Leben
Götting studierte an der Ludwig-Maximilians-Universität München Rechtswissenschaften, wo er 1980 das Erste Juristische Staatsexamen ablegte. 1981 absolvierte er ein halbjähriges Praktikum an der Deutsch-Französischen Industrie- und Handelskammer in Paris und war Gasthörer an der Sorbonne. Von 1981 bis 1985 war er als Promotionsstipendiat und wissenschaftlicher Mitarbeiter am Max-Planck-Institut für ausländisches und internationales Patent-, Urheber- und Wettbewerbsrecht tätig. 1983 legte Götting nach Beendigung des Rechtsreferendariats das Zweite Juristische Staatsexamen ab, ehe er 1985 mit einer rechtsvergleichenden Dissertation zum Thema Die neuere Entwicklung des Zugaberechts in Deutschland, Belgien, Frankreich und Schweden: zugleich eine kritische Auseinandersetzung mit der deutschen Rechtsprechung zur Vorspannwerbung promovierte. Die Arbeit wurde mit dem Fakultätspreis der Juristischen Fakultät der Ludwig-Maximilians-Universität München ausgezeichnet. 1985 wurde Götting wissenschaftlicher Referent am Münchner Max-Planck-Institut für ausländisches und internationales Patent-, Urheber- und Wettbewerbsrecht und erwarb 1987 nach einer Teilnahme an einem einjährigen rechts- und wirtschaftswissenschaftlichen Postgraduierten-Programm der London School of Economics and Political Science den Grad Master of Laws. 1991 war er im Rahmen eines Forschungsaufenthalts mehrere Monate Visiting Scholar an der Stanford University. Er habilitierte mit einer Arbeit zum Thema Persönlichkeitsrechte als Vermögensrechte.
Zum 1. September 1993 wurde Götting Professor für Bürgerliches Recht unter besonderer Berücksichtigung von Gewerblichem Rechtsschutz und Urheberrecht an der Technischen Universität Dresden. Von Februar 1996 bis Oktober 2020 war er im zweiten Hauptamt Richter am Oberlandesgericht Dresden, leitete zudem ab November 1996 das Institut für Technik- und Umweltrecht, seit Januar 2005 Institut für Geistiges Eigentum, Wettbewerbs- und Medienrecht der Juristischen Fakultät der Technischen Universität Dresden als deren Direktor. Während des Sommersemesters 1999 schlug er einen Ruf auf einen Stiftungslehrstuhl für Bürgerliches Recht, Gewerblichen Rechtsschutz und Urheberrecht an der Juristischen Fakultät der Heinrich-Heine-Universität Düsseldorf aus. Dieser war mit dem Angebot verbunden, als Richter in den Patentsenat des Oberlandesgerichts Düsseldorf einzutreten. Seit dem Sommersemester 2007 ist Horst-Peter Götting Honorarprofessor an der Juristenfakultät der Universität Leipzig. Im November 2018 wurde er von berief ihn die Prager Karls-Universität zum ständigen Gastprofessor an der Juristischen Fakultät. 2020 wurde Götting emeritiert, anschließend fungierte er bis Februar 2021 als Seniorprofessor am Institut für Internationales Recht, Geistiges Eigentum und Technikrecht der Philosophischen Fakultät in Dresden.
Götting initiierte zum Wintersemester 1999/2000 an der Technischen Universität Dresden den Postgraduierten-Studiengang International Studies in Intellectual Property Law, dessen Leiter er bis 2020 war. Dieser einjährige Studiengang ermöglicht eine Spezialisierung im Marken-, Design- und Patentrecht sowie im Wettbewerbs- und Medienrecht. Dabei sollen Rechtsfragen im Zusammenhang mit neuen Technologien, Multimedia und dem Internet vertieft behandelt werden. Der Studiengang wurde durch den Stifterverband für die Deutsche Wissenschaft ausgezeichnet.

## Schriften (Auswahl)
- Die neuere Entwicklung des Zugaberechts in Deutschland, Belgien, Frankreich und Schweden: zugleich eine kritische Auseinandersetzung mit der deutschen Rechtsprechung zur Vorspannwerbung (= Schriftenreihe zum gewerblichen Rechtsschutz. Band 66). Dissertation. Carl Heymanns Verlag, Köln / Berlin / Bonn / München 1986, ISBN 3-452-20522-3.
- Persönlichkeitsrechte als Vermögensrechte. Habilitation. Mohr Siebeck Verlag, Tübingen 1995, ISBN 3-16-146243-2.
- Beteiligung der Sendeunternehmen an der Pauschalvergütung nach § 54 UrhG (= Schriftenreihe zum Recht des geistigen Eigentums. Band 23). BWV Berliner Wissenschafts-Verlag, Berlin 2004, ISBN 3-8305-0886-7.
- Der Vergütungsanspruch nach § 20b Abs. 2 UrhG (= Schriftenreihe zum Recht des geistigen Eigentums. Band 24). BWV Berliner Wissenschafts-Verlag, Berlin 2005, ISBN 3-8305-0964-2.
- mit Anne Lauber-Rönsberg: Der Schutz nachgelassener Werke: Der Schutz nachgelassener Werke unter besonderer Berücksichtigung der Verwertung von Handschriften durch Bibliotheken (= Schriften zum geistigen Eigentum und zum Wettbewerbsrecht. Band 1). Nomos Verlag, Baden-Baden 2006, ISBN 3-8329-2350-0.
- mit Christian Schertz und Walter Seitz: Handbuch des Persönlichkeitsrechts. Verlag C. H. Beck, München 2008, ISBN 978-3-406-57049-0.
- mit Sven Hetmank und Karsten Schwipps: Patentrecht. Verlag C.H. Beck, München 2014, ISBN 978-3-406-66619-3.
- mit Philipp Möhring, Käte Nicolini, Hartwig Ahlberg u. a.: Urheberrecht: UrhG, KUG, VerlG, VGG: Kommentar. 4. Auflage. Verlag C.H. Beck, München 2018, ISBN 978-3-406-71157-2.
- Gewerblicher Rechtsschutz. Patent-, Gebrauchsmuster-, Design- und Markenrecht. Ein Studienbuch. In: Juristische Kurz-Lehrbücher. 11., neu bearbeitete  Auflage. C.H. Beck, München 2020, ISBN 978-3-406-75138-7.